# Dvoudrátový okruh
Dvoudrátový okruh je v telekomunikacích sdělovací okruh tvořený vedením realizovaným dvěma vodiči, které umožňují současnou komunikaci v obou směrech. Čtyřdrátové okruhy mají naproti tomu pro přenos v každém směru zvláštní pár vodičů.
V době, kdy se telefonní přepojování provádělo pro akustický signál v základním pásmu, byla téměř všechna účastnická vedení mezi místní telefonní ústřednou a účastníkem realizována dvěma vodiči a na čtyřdrátový okruh byla převedena v linkové kartě. Toto uspořádání vyhovovalo pro analogové hlasové hovory i některé digitální služby jako ISDN.
Dnes je přenos zvuku mimo místní smyčku digitalizován a zpracováván kompletně v digitální doméně.

## Historie
Důvody pro použití dvou vodičů místo čtyř byly čistě ekonomické – dvoudrátový okruh vyhovuje pro uspokojivý přenos hlasového signálu, a pro jeho vybudování stačí polovina materiálu za nižší cenu. Instalace dvouvodičových metalických (měděných) lokální smyček pro telefonie se prováděla především v polovině 20. století, novější rozvody jsou čtyřdrátové. V rozvinutých zemích se pro novou infrastrukturu již nepoužívají měděné kabely, a s přechodem zákazníků na mobilní telefonii a vysokorychlostní Internet telefonní operátoři ruší své metalické lokální smyčky a nahrazují je optickými kabely, případně je prodávají třetím stranám pro soukromé použití. Také v rozvojových zemích jsou za nákladově nejefektivnější považovány bezdrátové komunikace. Dvoudrátové okruhy se v nových instalacích používají spíše pro interkomy a vojenské polní telefony, ale i ty jsou často nahrazovány moderními digitálními metodami komunikace.

## Popis
Pro obousměrnou komunikaci po jednom páru vodičů jsou nutné převodníky mezi čtyřdrátovým a dvoudrátovým vedením, jak v telefonu tak v místní telefonní ústředně. V obou případech se pro převod používaly hybridní cívky. V uzlové telefonní ústředně byly součástí čtyřdrátové ukončovací sady, častěji jsou součást linkové karty. Moderní linkové karty však již žádný převod ze dvou na čtyřdrátové vedení neprovádějí; jde čistě o analogově/digitální rozhraní k systému, který má zcela digitální a interně integrovanou signálovou cestu. V USA používání skutečných vodičů k přepojování telefonních hovorů skončilo v 70. letech 20. století, když byly mechanické křížové přepínače nahrazeny elektronickými přepínači systému 4ESS. Staré telefonní hybridy byly nahrazeny integrovanými obvody, které plní stejné funkce za značně nižší cenu. S rozšířením osobních počítačů a Internetu na konci z 20. století byly telefonní hybridy, které ztěžovaly provoz modemů, odstraněny.

## Standardy
Různé země mají různé standardy pro impedance telefonního vedení:
| Země          | Zkratka | Parametry                   | Reference              |
| ------------- | ------- | --------------------------- | ---------------------- |
| Evropská unie | CTR21*  | 270Ω + ( 750Ω \|\| 150 nF ) | ETSI ES 202 971 V1.2.1 |
| Spojené státy | 600Ω    | 600Ω                        | TIA-470.210            |
| Kanada        | 600Ω    | 600Ω                        | CS-03 Part I           |
| Austrálie     | TN12    | 220Ω + ( 820Ω \|\| 120 nF ) | AS/ACIF S002           |
| Nový Zéland   | BT3     | 370Ω + ( 620Ω \|\| 310 nF ) | PTC200                 |

- Evropský regulační požadavek CTR 21 byl oficiálně opuštěn. Někteří výrobci pokračují v jeho plnění, i když prakticky neexistují žádné důvody v tom pokračovat.[6]